# アルツァナ
アルツァナ（イタリア語: Arzana）は、イタリア共和国サルデーニャ自治州ヌーオロ県にある、人口約2,400人の基礎自治体（コムーネ）。

## 地理

### 位置・広がり

#### 隣接コムーネ
隣接するコムーネは以下の通り。括弧内のSUは南サルデーニャ県所属を示す。
- アリッツォ
- デーズロ
- エーリニ
- ガーイロ
- イルボーノ
- イェルツ
- ラヌゼーイ
- セウイ (SU)
- セウーロ (SU)
- トルトリ
- ヴィッラグランデ・ストリザーイリ
- ヴィッラプッツ (SU)